# NV2
NV2 é o codinome do que seria o segundo processador gráfico da NVIDIA desenvolvido para o mercado de placas aceleradoras 3D, mas não chegou a ser completado.

## História
Durante os estágios iniciais de desenvolvimento do Sega Dreamcast havia planos na Sega de se usar uma arquitetura semelhante a utilizada no processador NV1, graças a sua integração de processadores de vídeo, áudio e  entrada/saída. A aproximação entre Sega e NVIDIA se deu devido ao uso de polígonos quadrangulares (quadratic texture mapping, QTM) tanto pelo NV1 quanto pelo então console da Sega, o Sega Saturn. O NV1 incluia ainda duas portas para gamepads do Saturn.
O projeto do NV2 também visava utilizar QTMs, ao invés dos já quase padronizados polígonos triangulares (utilizados nas placas de arcade da Sega, no PlayStation e na API Direct3D da Microsoft). A opinião da Sega logo após o início do desenvolvimento do NV2 passava a ser contrária à tendência da NVIDIA, tendo sido inclusive expressada pelo principal produtor de jogos da empresa, Yu Suzuki , influenciado em parte pelas dificuldades em se criar jogos para Saturn.
A insistência em seguir a arquitetura do NV1 se tornou motivo de divergências entre as duas empresas. Já que a divisão de jogos para PC da Sega estava em crescimento na época e a perspectiva de se utilizar um sistema de polígonos de quatro vértices no futuro console se traduziria em dificuldades para converter os jogos para Microsoft Windows e sua API Direct3D, o que já se tornava uma importante fonte de lucros quando os custos de conversão eram baixos.
A Sega of America logo passou a negociar com a divisão Real3D da Lockheed Martin mas, sem chegar a um contrato, firmou um acordo com a 3dfx para a adaptação de seu acelerador Voodoo 2 no protótipo Black Belt, enquanto a Sega of Japan trabalhava com o processador NEC PowerVR em seu protótipo Dural.
O NV2 nunca chegou a ser concluído, apesar de protótipos semi-funcionais terem sido completados. O fim da demanda por parte da Sega e a padronização do mercado de PCs em torno das APIs Direct3D e OpenGL incompatíveis com a tecnologia básica do NV2, determinaram o fim do desenvolvimento do processador, além da quase falência da NVIDIA, que reposicionou seus recursos para a criação de um acelerador compatível com Direct3D, o NV3 ou Riva 128.